# Nooteboom (Unternehmen)
Die Nooteboom Trailers B.V. ist ein niederländischer Hersteller von LKW-Aufliegern.

## Unternehmensstruktur
Die Nooteboom-Gruppe besteht aus drei Tochtergesellschaften: Nooteboom Trailers B.V., Nooteboom Global Trailer Center B.V. und Nooteboom Trailer Service B.V.

## Geschichte
2006 wurden die Unternehmen Kennis und Floor übernommen. 2007 fertigte Nooteboom 2500 Einheiten, die sich in fünf Produktgruppen aufteilten. Die Kennis Trailers B.V. stellte Steinauflieger für Bauwirtschaft her und vertrieb sie und die Floor Trailers B.V. war für Nischenmärkte im Bereich traditioneller Auflieger und Anhänger zuständig.
Die 2006 durch die Unternehmenskäufe übernommenen Marken Floor und Kennis wurde 2010 an den in Ommen ansässigen Wettbewerber Pacton verkauft.